# The Devil-Doll
The Devil-Doll és una pel·lícula de terror estatunidenca del 1936 dirigida per Tod Browning i protagonitzada per Lionel Barrymore i Maureen O'Sullivan. La pel·lícula va ser adaptada de la novel·la Burn Witch Burn! (1932) d'Abraham Merritt. S'ha convertit en pel·lícula de culte.

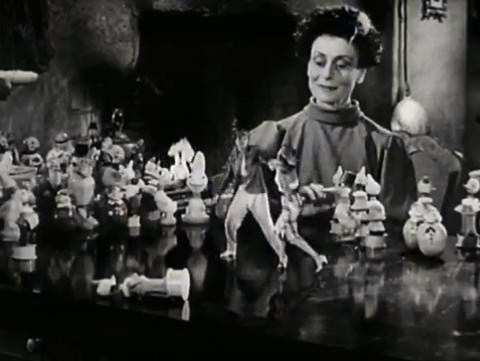
Rafaela Ottiano en un tràiler de la pel·lícula

## Argument
Paul Lavond (Barrymore), que va ser condemnat equivocadament per robar el seu propi banc de París i matar un vigilant nocturn fa més de disset anys, escapa de l'illa del Diable amb Marcel (Henry B. Walthall), un científic que està intentant crear una fórmula per reduir les persones a una sisena part de la seva mida original. El propòsit previst de la fórmula és fer que els recursos limitats de la Terra durin més per a una població en constant creixement. El científic mor després de la seva fugida.
Lavond s'uneix a la vídua del científic, Malita (Rafaela Ottiano), i decideix utilitzar la tècnica de la reducció per venjar-se dels tres antics socis de negocis que l'havien culpat i per reivindicar-se. Torna a París i es disfressa de dona gran que ven ninots realistes. Encongeix una noia jove i un dels seus antics socis per infiltrar-se a les cases dels altres dos antics socis, paralitzant-ne un.
Quan l'últim soci confessa abans de ser atacat, Lavond esborra el seu nom i assegura la felicitat futura de la seva filla estranyada, Lorraine (O'Sullivan), en el procés. Malita no està satisfeta i vol seguir utilitzant la fórmula per continuar la feina del seu marit. Ella intenta matar en Paul quan ell anuncia que ha acabat amb la seva associació, després d'haver aconseguit tot el que pretenia, però ella explota el seu laboratori, suicidant-se.
En Paul li explica a Toto, el promès de Lorraine, el que va passar. Coneix la seva filla, fent-se passar per el difunt Marcel. Li diu a Lorraine que Paul Lavond va morir durant la seva fugida de la presó, però que l'estimava molt. Aleshores, Lavond marxa, cap a un destí incert.

## Repartiment
- Lionel Barrymore com a Paul Lavond
- Maureen O'Sullivan com a Lorraine Lavond
- Frank Lawton com a Toto
- Rafaela Ottiano com a Malita
- Robert Greig com a Emil Coulvet
- Lucy Beaumont com a Madame Lavond
- Henry B. Walthall com a Marcel
- Grace Ford com a Lachna
- Pedro de Córdoba com a Charles Matin
- Arthur Hohl com a Victor Radin
- Juanita Quigley com a Marguerite Coulvet
- Claire Du Brey com a Madame Coulvet (com a Claire du Brey)
- Rollo Lloyd com el detectiu Maurice
- Frank Reicher com a Doctor (sense acreditar)

## Recepció
Comercialitzat com un thriller nou, The Devil-Doll no va ser un èxit financer, tot i que va rebre alguns elogis de la crítica. The New York Times va donar a la pel·lícula una crítica positiva, fent especial nota del seu ús divertit dels efectes especials, comparant-la favorablement amb pel·lícules com King Kong i The Invisible Man. Tanmateix, una ressenya a la revista americana de ciència-ficció Thrilling Wonder Stories no va ser tan entusiasta, qualificant la pel·lícula de "decepció" i de "thriller habitual que no intenta recuperar-la". la fantasia única de la novel·la de Merritt."